# 翁斯科特
翁斯科特（法語：Hondschoote，法語發音：[ɔ̃(t)skɔt]）是法国上法蘭西大區北部省的一个市镇，属于敦刻尔克区。

## 地理
翁斯科特（50°58'46"N, 2°35'7"E）面积23.66 平方千米，位于法国上法蘭西大區北部省，该省份为法国最北部的省份及最长的省份，西北濒北海，西接加来海峡省，南至埃纳省和索姆省，东与比利时接壤。
与翁斯科特接壤的市镇（或旧市镇、城区）包括：瓦雷姆、基莱姆、奥斯特卡佩勒、吉费尔德、阿尔弗灵厄姆、弗尔讷。

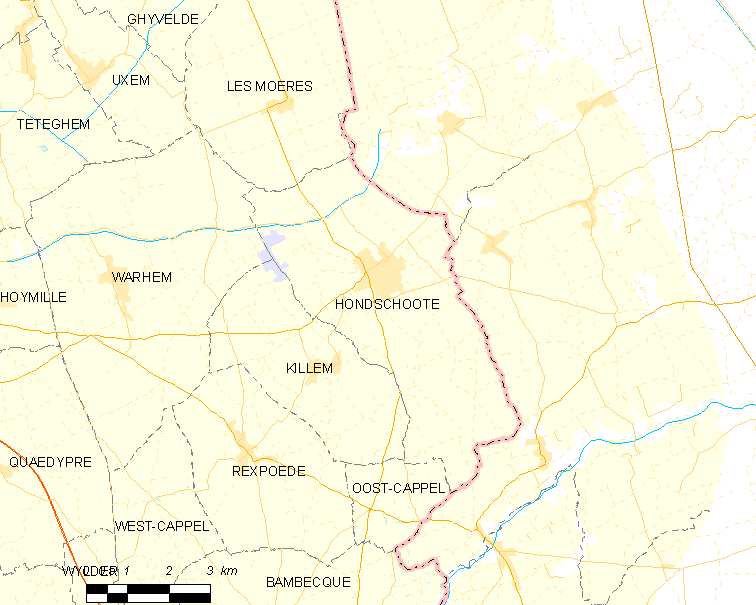
翁斯科特的OSM定位图

翁斯科特的时区为UTC+01:00、UTC+02:00（夏令时）。

## 行政
翁斯科特的邮政编码为59122，INSEE市镇编码为59309。

## 政治
翁斯科特所属的省级选区为沃尔穆特县。

## 人口

1962-2008年间翁斯科特人口变化图示

翁斯科特于2022年1月1日时的人口数量为4010人。